# Steneugoa nubilosa
Steneugoa nubilosa är en fjärilsart som beskrevs av George Francis Hampson 1914. Steneugoa nubilosa ingår i släktet Steneugoa och familjen trågspinnare. Inga underarter finns listade i Catalogue of Life.